# Ama (prénom)
Pour les articles homonymes, voir Ama.
Cette page présente le prénom Ama ainsi que ses variantes.
Ama est un prénom féminin.

## Sens et origine du prénom
- Prénom féminin d'origine Akan[1],[2]. Il est communément attribué aux filles nées un Samedi.
- Prénom féminin d'origine nord-amérindienne [3].
- Prénom qui signifie « eau » en Cherokee.

## Prénom de personnes célèbres et fréquence
- Prénom très peu usité aux États-Unis[4].
- Prénom très rare en France, où il a été donné pour la première fois en 1980 et 13 fois durant le XXe siècle[5].